# 車迎新
車迎新（1954年10月—），出生於河南省卢氏县。現任中國農業銀行股份有限公司監事長。

## 生平
在2009年1月委任中國農業銀行股份有限公司監事長前，在1974年至1978年委任河南省卢氏县栱涧乡兽医站工作，在1980年至2005年間，委任中國人民銀行盧氏縣支行行長，洛陽地區分行副行長，三門峽分行行長，信陽分行行長，河南省分行副行長；中國人民銀行稽核監督局副局長，中國人民銀行紀律檢查委員會副書記、監察局局長；中央金融紀律檢查工作委員會副書記、監察部駐金融系統監察局局長；中國銀行業監督管理委員會銀行監管一部主任；2005年2月任中國銀行業監督管理委員會主席助理，2005年12月任國有重點金融機構監事會主席。
1980年畢業於河南省银行学校金融专业。
值得注意是曾把中國農業銀行全球最差銀行，脫胎成為全球最佳銀行，陸續改革管理制度，還成功安排來到上海和香港上市。

## 相關連結
- 提升“三农”和县域金融服务 打造优秀大型上市银行 访中国农业银行监事长车迎新 中國金融時報[永久]